# ㅒ
ㅒ是朝鲜语谚文中的一个元音字母。该字母的名称为“얘”。
ㅒ在今日的标准韩国语中读作/jɛ/，即由硬颚近音半元音/j/和半开前不圆唇元音/ɛ/连读而组成。
ㅒ在馬-賴轉寫和文观部式中均被转写为yae。
ㅒ在朝鲜语盲文中，被表记为，即ㅑ加上ㅐ。
ㅒ由ㅑ和ㅣ组成，据此可以推测其在中古朝鲜语中读作/jaɪ/。此后，大约在18世纪末至19世纪初，演化成今日的读音。

## 字符编码
| 種類               | 用途 | Unicode | HTML     |
| ------------------ | ---- | ------- | -------- |
| 諺文相容字母       | ㅒ   | U+3152  | &#12626; |
| 諺文字母應用       |      | U+1164  | &#4452;  |
| 漢陽私人使用區應用 |      | U+F810  | &#63504; |
| 半形字母           | ￅ    | U+FFC5  | &#65477; |